# Andringitramassief
Het Andringitramassief is een granieten bergmassief van het Centrale Hoogland gelegen binnen het Andringitra National Park in de provincie Fianarantsoa van Madagaskar. Pic Boby is de hoogste berg van het massief en heeft een hoogte van 2658 meter. Het berggebied wordt vooral bewoond door herders die er hun vee laten grazen. Tegenwoordig wordt het gebied ook bezocht door toeristen en avonturiers voor de talrijke wandel- en backpacking mogelijkheden, maar ook voor prachtige uitzichten en geologische formaties.

## Geologie
Het massief is gelegen in een relatief geologisch-stabiele omgeving op vaste Precambrium grond, dat het bewijs is voor het feit dat deze bergen werden gevormd door een relatief plotselinge vulkanische gebeurtenis. De bergen hebben veel scherpe rotsen en stijgen, evenals verscheidene vulkanische formaties. Het Andringitramassief bevat vele spectaculaire granieten erosielocaties, die zijn gevormd over miljoenen jaren.